# Elezioni primarie del Partito Repubblicano del 1976 (Stati Uniti d'America)
Le elezioni primarie del Partito Repubblicano del 1976 furono lo strumento di selezione attraverso il quale gli elettori del Partito Repubblicano scelsero il loro candidato per le elezioni presidenziali del 1976. I candidati principali furono il presidente in carica Gerald Ford e l'ex governatore della California Ronald Reagan. Dopo una serie di elezioni primarie e caucus, nessuno dei due riuscì ad assicurarsi la maggioranza dei delegati prima dell'inizio della Convention Nazionale Repubblicana, che si tenne a Kansas City, Missouri, dal 16 al 19 agosto, e al termine della quale Ford fu indicato come candidato repubblicano alla presidenza. 
Quelle del 1976 furono le prime primarie repubblicane a tenersi in tutti gli Stati federati e nel Distretto di Columbia. Sono state inoltre le ultime primarie in cui il candidato del partito non era ancora definito all'inizio della Convention Nazionale.